# 얼어붙은 땅
《얼어붙은 땅》(Paha Maa, Frozen Land)은 핀란드에서 제작된 아쿠 로히미스 감독의 2005년 드라마 영화이다. 자스퍼 파코넨 등이 주연으로 출연하였고 마르쿠스 셀린 등이 제작에 참여하였다.

## 출연

### 주연
- 자스퍼 파코넨
- 미코 레필람피

### 조연
- 파멜라 톨라
- 피터리 슈마넨
- 마틀리나 쿠스니엠미
- 미코 코우키
- 술레비 펠톨라
- 페르티 스베홀름
- 새무리 에델만
- 미스카 카우코넨

## 기타
- 의상: 티이나 카우카넨
- 배역: 피아 페소넨
- 배역: 투차 파나넨